# Landgericht Breslau
Das Landgericht Breslau war ein preußisches Gericht der ordentlichen Gerichtsbarkeit im Bezirk des Oberlandesgerichtes Breslau mit Sitz in Breslau.

## Geschichte
Das königlich preußische Landgericht Breslau wurde mit Wirkung zum 1. Oktober 1879 als eines von 14 Landgerichten im Bezirk des Oberlandesgerichtes Breslau gebildet. Es ersetzte damit das Appellationsgericht Breslau. Der Sitz des Gerichtes war Breslau. Das Landgericht war danach für die Kreise Breslau (Stadt), Breslau (Land), Wohlau und Neumarkt zuständig. Ihm waren folgende Amtsgerichte zugeordnet:
| Amtsgericht                       | Sitz     | Bezirk |
| --------------------------------- | -------- | --- |
| Amtsgericht Breslau               | Breslau  | Stadtkreis Breslau und Landkreis Breslau ohne die Teile, die dem Amtsgericht Canth zugeordnet waren |
| Amtsgericht Canth                 | Canth    | aus dem Landkreis Breslau: Amtsbezirke Albrechtsdorf, Gnischwitz, Sadewitz und Schoßnitz. aus dem Landkreis Neumark: Stadtbezirk Canth und die Amtsbezirke Beilau, Fürstenau, Jacobsdorf, Kostenblut, Landau, Lorzendorf, Mettkau, Groß-Peterwitz, Pohlsdorf, Puschwitz, Schimmelwitz und Wilkau |
| Amtsgericht Neumarkt in Schlesien | Neumarkt | Landkreis Neumarkt ohne die Teile, die dem Amtsgericht Canth zugeordnet waren |
| Amtsgericht Winzig                | Winzig   | aus dem Landkreis Wohlau: Stadtbezirk Winzig und die Amtsbezirke Dittersbach, Gimmel, Hühnern, Krehlau, Lahse, Leubel, Mönchmotschelnitz, Piskorsine, Pluskau, Rayschen, Schlaup, Schmograu, Tschiesen, Tschuber und Wischütz                                                                    |
| Amtsgericht Wohlau                | Wohlau   | Landkreis Wohlau ohne die Teile, die dem Amtsgericht Winzig zugeordnet waren |

Der Landgerichtsbezirk hatte 1888 zusammen 417.433 Einwohner. Im Landgericht waren zwei Kammern für Handelssachen mit acht Handelsrichtern eingerichtet. Am Gericht waren ein Präsident, fünf Direktoren und 20  Richter tätig.
Im Jahre 1945 wurden der Landgerichtsbezirk unter polnische Verwaltung gestellt und die deutschen Einwohner vertrieben. Damit endete auch die Geschichte des Landgerichtes Breslau.

## Landesarbeitsgericht Breslau
Gemäß Arbeitsgerichtsgesetz vom 23. Dezember 1926 wurden in Deutschland Arbeitsgerichte gebildet. Diese waren nur in der ersten Instanz unabhängig, die Landesarbeitsgerichte waren den Landgerichten zugeordnet. Am Landgericht Breslau entstand so 1927 das Landesarbeitsgericht Breslau als eines von drei Landesarbeitsgericht im Bezirk des Oberlandesgerichtes Breslau. Dem Landesarbeitsgericht Breslau waren folgende Arbeitsgerichte zugeteilt: Arbeitsgericht Breslau, Arbeitsgericht Brieg, Arbeitsgericht Glatz, Arbeitsgericht Glogau, Arbeitsgericht Grünberg, Arbeitsgericht Landeshut, Arbeitsgericht Liegnitz, Arbeitsgericht Oels, Arbeitsgericht Reichenbach (Schlesien), Arbeitsgericht Schweidnitz und Arbeitsgericht Waldenburg. Nach der Besetzung Deutschlands durch die Alliierten endete 1945 auch die Geschichte des LAG Breslau.

## Richter
- Karl-Anton Schulte, Senatsdirektor 1919 bis 1921
- Oswin Karl Anton, Landgerichtspräsident
- Walter Nitsche, Richter 1939 bis 1945
- Egmont Witten, Landgerichtsrat